# Perfecto Yásay Jr.
Perfecto Yásay y Rivas, popularmente conocido como Perfecto Yásay Jr., (Kidapawan, 27 de enero de 1947-San Juan, Gran Manila, 12 de junio de 2020), fue un político filipino de nacionalidad estadounidense.

## Carrera
Yasay ofició como Secretario de Relaciones Exteriores de Filipinas con carácter ad interim desde el 30 de junio de 2016 hasta el 8 de marzo de 2017. Se desempeñó además como presidente de la Comisión de Valores y Bolsa y fue candidato a la vicepresidencia del Partido Bangon Pilipinas en las elecciones filipinas de 2010, junto con Eddie Villanueva.

### Fallecimiento
Falleció el 12 de junio de 2020 debido a complicaciones con neumonía, según su esposa, quien declaró además que la enfermedad no tuvo relación con el COVID-19.